# A811高速公路
A811高速公路是法国的一条高速公路，始于卡尔克，终于南特，与A11高速相连。A811长度约6千米。该高速原编号为C11，呈东北-西南走向，在卡尔克接于A11，通往南特的环城公路，于1980年建成通车。